# Кейт Маккей
Кейт Гордон Маккей (англ. Keith Gordon Mackay; нар. 8 грудня 1956, Веллінгтон, Нова Зеландія) — новозеландський футболіст, півзахисник.

## Клубна кар'єра
Народився 8 грудня 1956 року у Веллінгтоні, дитинство провів у Вестерн Сабарбс. у 1974 році приєднався до складу першої команди «Гісборн Сіті». Два сезони по тому перебрався у «Нельсон Юнайтед», з яким виграв кубок Нової Зеландії та другий дивізіон чемпіонату країни. Разом з командою також вигравав Центральну лігу та виходив до фіналу кубку Нової Зеландії. У 1979 році повертається у «Гісборн Сіті», який виступав у Другому дивізіоні. Того ж року допоміг команді виграти Центральну лігу. У 1981 році перебрався в «Крайстчерч Юнайтед», але вже наступного року повернувся в «Гісборн Сіті».
У 1983 році підписав контракт з «Мануревою», з яким одразу ж виграв своє друге чемпіонство Нової Зеландії, а наступного сезону вдруге став володарем національного кубку. У футболці «Мануреви» зіграв 44 матчі, в яких відзначився 3-а голами. Потім протягом двох років виступав за нижчолігові «Еден» та «Маунт Роскілл». У 1987 році перебрався в «Норз Шор Юнайтед», де провів останній в кар'єрі сезон в еліті новозеландського футболу. Після цього був гравцем або граючим головним тренером клубів Північної ліги. Футбольну кар'єру завершив у віці 46 років.

## Кар'єра в збірній
У футболці національної збірної Нової Зеландії дебютував 20 серпня 1980 року в переможному (4:0) поєдинку проти національної збірної Мексики. Учасник чемпіонату світу 1982 року, де зіграв у всих трьох матчах новозеландської збірної на турнірі, проти СРСР, Бразилії та Шотландії. Востаннє футболку національної команди одягав 20 жовтня 1984 року в нічийному (1:1) поєдинку проти Фіджі. У складі збірної Нової Зеландії зіграв 36 матчів, в яких відзначився 1 голом (48 матчів з урахуванням неофіційних).

## Досягнення
«Манурева»
- Чемпіонат Нової Зеландії
  -  Чемпіон (1): 1983

- Кубок Нової Зеландії
  -  Володар (1): 1984

- Челендж Трофі
  -  Володар (1): 1984

«Нельсон Юнайтед»
- Кубок Нової Зеландії
  -  Володар (1): 1977
  -  Фіналіст (1): 1978

- Центральна ліга (Другий дивізіон)
  -  Чемпіон (1): 1976

«Норз Шор Юнайтед»
- Челендж Трофі
  -  Володар (1): 1987

«Гісборн Сіті»
- Челендж Трофі
  -  Фіналіст (1): 1981

- Центральна ліга (Другий дивізіон)
  -  Чемпіон (1): 1979